# Ancharakandy
Ancharakandy é uma vila no distrito de Kannur, no estado indiano de Kerala.

## Demografia
Segundo o censo de 2001, Ancharakandy tinha uma população de 21 882 habitantes. Os indivíduos do sexo masculino constituem 47% da população e os do sexo feminino 53%. Ancharakandy tem uma taxa de literacia de 86%, superior à média nacional de 59,5%; com 49% para o sexo masculino e 51% para o sexo feminino. 10% da população está abaixo dos 6 anos de idade.